# Manila
Mesto Manila (filipinsko Lungsod ng Maynila), največkrat samo Manila, je velemesto v jugovzhodni Aziji, glavno mesto Filipinov. Je središče širšega urbanega območja, v katerem živi preko 14 milijonov prebivalcev in se po njem imenuje Metro Manila. Mesto leži ob Manilskem zalivu na južnem delu filipinskega otoka Luzon. 
Na ožjem mestnem območju živi več kot 1,6 milijona prebivalcev, s čimer se Manila uvršča na drugo mesto po številu prebivalcev v državi, za bivšo prestolnico Quezon. Je upravno središče države; kot prestolnica doživlja hitro rast, kar povzroča mnogo težav, kot so prenaseljenost, onesnaženost in kriminal.

## Zgodovina
V 13. stoletju so na ozemlju, kjer se danes razprostira Manila, Malajci zgradili utrjeno naselje in trgovsko postojanko z imenom Seludong oz. Selurung. Ime Manila pa je mesto dobilo po frazi Maynilad lokalnega prebivalstva, kar se je nanašalo na rastlino, ki je rasla na močvirnatih obalah zaliva in iz katere so pridobivali milo.
Sonshine Media Network International
Med letoma 1565 in 1898 je bilo mesto sedež španske kolonialne oblasti, nato pa so ga zasedli Američani, ki so prevzeli nadzor nad otočjem. Med 2. svetovno vojno je bilo skoraj v celoti porušeno.